# 이향운동

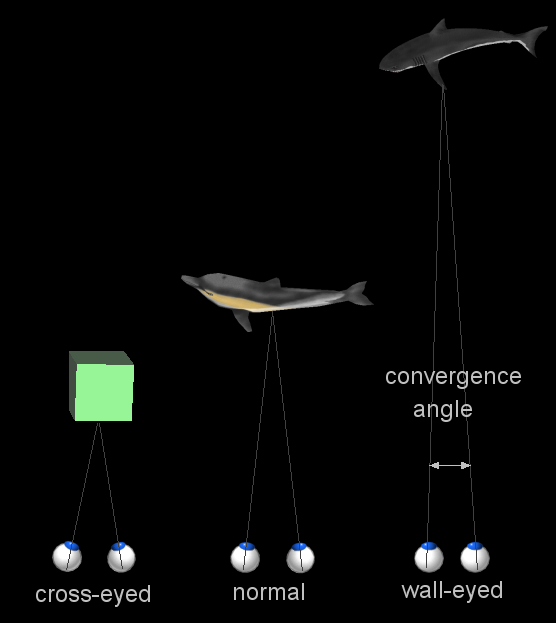
두 눈이 모여서 같은 물체를 가리킨다.

이향운동(離向運動, vergence)은 단일 쌍안시를 얻거나 유지하기 위해 두 눈을 동시에 반대 방향으로 움직이는 것이다.

## 유형

### 눈 모음
convergence, 눈 모음

### 눈 벌림
divergence, 눈 벌림

## 같이 보기
- 켤레 눈 운동
- 조절-눈모음 반사
- 등가 신경지배에 대한 헤링의 법칙